# Репрезентација Шведске у хокеју на леду
Репрезентација Шведске у хокеју на леду је хокејашки тим Шведске и под контролом је Хокејашког савеза Шведске. Репрезентација се међународно такмичи од 1920. године.
Репрезентација Шведске у хокеју на ледује осам пута била светски првак. Првенство је освајала 1953, 1957, 1962, 1987, 1991, 1992, 1998, 2006, 2013, 2017 и 2018. године.
Са Олимпијских игара имају освојена два злата 1994. и 2006. године, два сребра 1928. и 1964. године и четири бронзане медаље 1952, 1980, 1984. и 1988. године.

## Историјат
Шведска је дебитовала на играма 1920. године и освојила је 4. место. На играма 1928. у швајцарском Санкт Морицу екипа Канаде која се у такмичење укључила тек у финалној рунди поново је убедљиво дошла до златне медаље уз гол разлику од 38:0 (у три одигране утакмице). Сребро је освојила селекција Шведске, а бронзу Швајцарска и биле су то уједно њихове прве олимпијске хокејашке медаље.
Светско првенство 1953. играло се уз учешће само три земље — Шведске, Швајцарске и Западне Немачке. Било је то прво, и једино, светско првенство на ком су учествовале искључиво европске репрезентације, првенство су пратили бројни откази учешћа. Аматерска хокејашка асоцијација Канаде одбила је учешће на турниру због неслагања са ставовима Међународне хокејашке федерације, а наступе на првенству отказале су и селекције Сједињених Држава, Норвешке и Пољске. Иако је било планирано да на овом првенству дебитује и селекција Совјетског Савеза до тога на крају ипак није дошло, а Совјети су на светској сцени заиграли годину дана касније, на СП у Шведској. Чехословачки тим је напустио такмичење након три одиграна кола, а њихови резултати су поништени. Наиме, по налогу чехословачког Министарства омладине и спорта због озбиљног здравственог стања тадашњег председника те земље Клемента Готвалда тим је био принуђен да се врати у земљу, а председник Готвалд је преминуо дан касније, 14. марта 1953. године. Титулу светског првака по први пут је освојила селекција Шведске која је остварила максималне 4 победе. Сребрну медаљу освојила је репрезентација Западне Немачке, док је бронза припала селекцији домаћина Швајцарске.
Светско првенство 1957. одржано је први пут у Москви у Совјетском Савезу. Због совјетске инвазије на Мађарску чак 6 најбољих светских репрезентација је бојкотовало ово првенство (Канада, Сједињене Државе, Западна Немачка, Италија, Швајцарска и Норвешка). Титулу светског првака, своју другу по реду, освојила је селекција Шведске, сребро је освојила селекција домаћина Совјетског Савеза, док је бронзану медаљу освојила Чехословачка. Последње две утакмице у којима је играо Совјетски Савез одигране су на фудбалском стадиону. На претпоследњем мечу против Чехословачке присуствовало је 30.000 гледалаца, а у последњој утакмици против Шведске присуствовало је око 50.000 гледалаца. Утакмица је завршена нерешеним резултатом 4:4, а Шведској је то било довољно за златну медаљу.
Светско првенство 1962. први пут је одржано у Сједињеним Америчким Државама. Утакмице су се играле у дворанама у Колорадо Спрингсу и Денверу. Америчке власти из политичких разлога нису дозволиле играчима Источне Немачке улазак у земљу (због градње Берлинског зида), а у знак солидарности са Источним Немцима првенство су бојкотовали Совјетски Савез, Чехословачка и Румунија. Титулу светског првака, своју 3. по реду, освојила је селекција Шведске. Репрезентација Канаде за коју су на овом првенству играли играчи аматерске екипе Галт теријерси из Кембриџа освојила је сребрну медаљу, док је бронза припала домаћинима турнира Сједињеним Државама.
Светско првенство у Бечу 1987. обележило је неколико контроверзи. На почетку турнира, на списку западнонемачке репрезентације био је Мирослав Сикора, пољско-немачки нападач који је 1977. године играо за Пољску на Светском првенству за играче до 20 година. Сикора је постао натурализовани држављанин Западне Немачке и играо је у прва три меча, постигавши гол у мечу против Финске који је Западна Немачка победила са 3:1. Након меча, Финска је тражила да се поништи резултат. У то време играчима није било дозвољено да мењају националност ни под којим околностима, а ИИХФ је пристао да поништи резултат и додели два бода Финској. То је разбеснело немачког званичника, који је поднео протест аустријском суду. Суд је усвојио жалбу, поништио одлуку ИИХФ и вратио бодове Западној Немачкој. То је директно утицало на коначан пласман јер да је одлука ИИХФ-а важила, Финска би прошла у рунду за медаљу уместо Шведске. Шведска је то искористила и освојила своју прву златну медаљу. Формат турнира је такође постао контроверзан пошто је Совјетски Савез завршио непоражен, али је Шведска која је изгубила три утакмице у регуларној сезони, постала светски шампион захваљујући бољој гол-разлици у финалној рунди и то највише због победе над Канадом од 9:0.
Шведски нападач Матс Сундин (први европски играч који је изабран као најбољи у НХЛ лиги) довео је свој тим до златне медаље на Светском првенству 1991. На Светском првенству 1992. Шведска је други пут заредом освојила злато, док је финска освојила сребрну медаљу.
Своју прву златну медаљу на Олимпијским играма Швеђани су исвојили 1994. године у Лилехамеру. У финалној утакмици између Канаде и Шведске после 2:2 у регуларном делу, и након 0:0 у продужетку, победника су одлучили пенали (по први пут у олимпијским финалима). Након прве серије од по три шута, обе екипе су по два пута успевале да погоде противничку мрежу, и такмичење се наставило до златног гола (односно до прве предности једне од екипа). Одлучујући погодак Петера Форсберга којим је Шведска дошла до прве златне олимпијске медаље у историји проглашен је за један од најбољих хокејашких погодака икада. Форсберг је успео да „надмудри” канадског голмана Корија Хирша лажним форхендом, да би након његове реакције лаганим једноручним бекхендом упутио пак у мрежу Канађана.
На Светском првенству 2003. Шведска је начинила историјски преокрет од 1:5 до коначних 6:5 у четвртфиналу против Финске. Утакмица за златну медаљу између Канаде и Шведске отишла је у продужетке. Канађанин Ансон Картер постигао је победнички гол у 13. минуту продужетка, али је гол пре тога морао да се прегледа десет минута да би се утврдило да ли је пак прешао линију.
Систем такмичења за олимпијски турнир 2006. у Торину је промењен, све екипе су подељене у две групе са по 6 тимова, а након групне фазе по 4 најбоље пласиране екипе из обе групе такмичење су настављале у плејофу. Пауза у НХЛ лиги трајала је током целог олимпијског турнира, тако да су све репрезентације биле у могућности да наступе у најјачим поставама. Победом над Финском од 3:2 у финалу, селекција Шведске долази до своје друге златне медаље, док бронзу осваја Чешка Република. Шведска је неколико месеци касније освојила и титулу светских првака и тако постала прва репрезентација која је објединила те две титуле у једној години.
Швајцарска је 2013. завршила прелиминарни круг без пораза пре него што је изгубила утакмицу за златну медаљу резултатом 5:1 од Шведске. Сребрна медаља Швајцарске била је прва за нацију од 1953. године. Злато Шведске учинило их је првим тимом који је освојио турнир на домаћем терену још од Совјетског Савеза 1986. године.
Светско првенство 2017. одржано је у Келну и Паризу. Титулу светског првака, десету по реду, освојила је селекција Шведске која је у финалној утакмици победила браниоца титуле, репрезентацију Канаде, након бољег извођења пенала. Шведска је титулу одбранила 2018. године на првенству у Данској. У финалном мечу након бољег извођења пенала савладала је репрезентацију Швајцарске.
На Светском првенству 2024. године, Шведска је завршила групну фазу са свих седам победа, а затим су у четвртфиналу победили Финску 2:1 након продужетака. У полуфиналу су поражени од домаћина Чешке са 3:7, да би у утакмици за бронзану медаљу савладали Канаду 4:2.
Репрезентација Шведске је на Светском првенству у хокеју 2025. године у четвртфиналу победила Чешку резултатом 5:2, чиме се пласирала у полуфинале. У полуфиналу је, међутим, поражена од Сједињених Америчких Држава са 6:2 и потом у борби за бронзу савладала Данску. Након изједначеног првог периода, Швеђани су преузели контролу у другом делу утакмице, постигавши три гола и осигурали победу. Микаел Баклунд и Маркус Јохансон били су најефикаснији са по два поготка.

## Олимпијске игре
| - 1920 − 4. место - 1924 − 4. место - 1928 − 2. место - 1932 − нису учествовали - 1936 − 5. место - 1948 − 4. место - 1952 − 3. место - 1956 − 4. место - 1960 − 5. место | - 1964 − 2. место - 1968 − 4. место - 1972 − 4. место - 1976 − нису учествовали - 1980 − 3. место - 1984 − 3. место - 1988 − 3. место - 1992 − 5. место - 1994 − 1. место | - 1998 − 5. место - 2002 − 5. место - 2006 − 1. место - 2010 − 5. место - 2014 − 2. место - 2018 − 5. место - 2022 − 4. место - 2026 − Квалификовали се |

## Светско првенство
| - 1930 − нису учествовали - 1931 − 6. место - 1933 − нису учествовали - 1934 − нису учествовали - 1935 − 5. место - 1937 − 9. место - 1938 − 5. место - 1939 − нису учествовали - 1947 − 2. место - 1949 − 4. место - 1950 − 5. место - 1951 − 2. место - 1953 − 1. место - 1954 − 3. место - 1955 − 5. место - 1957 − 1. место - 1958 − 3. место - 1959 − 5. место - 1961 − 4. место - 1962 − 1. место - 1963 − 2. место - 1965 − 3. место - 1966 − 4. место - 1967 − 2. место - 1969 − 2. место - 1970 − 2. место | - 1971 − 3. место - 1972 − 3. место - 1973 − 2. место - 1974 − 3. место - 1975 − 3. место - 1976 − 3. место - 1977 − 2. место - 1978 − 4. место - 1979 − 3. место - 1981 − 2. место - 1982 − 4. место - 1983 − 4. место - 1985 − 6. место - 1986 − 2. место - 1987 − 1. место - 1989 − 4. место - 1990 − 2. место - 1991 − 1. место - 1992 − 1. место - 1993 − 3. место - 1994 − 3. место - 1995 − 2. место - 1996 − 5. место - 1997 − 2. место - 1998 − 1. место - 1999 − 3. место | - 2000 − 7. место - 2001 − 3. место - 2002 − 3. место - 2003 − 2. место - 2004 − 2. место - 2005 − 4. место - 2006 − 1. место - 2007 − 4. место - 2008 − 4. место - 2009 − 3. место - 2010 − 3. место - 2011 − 2. место - 2012 − 6. место - 2013 − 1. место - 2014 − 3. место - 2015 − 5. место - 2016 − 6. место - 2017 − 1. место - 2018 − 1. место - 2019 − 5. место - 2020. − Отказано због Пандемије ковида 19 - 2021 − 9. место - 2022 − 6. место - 2023 − 6. место - 2024 − 3. место - 2025 − 3. место |